# Iñaki Pinedo Otaola
Iñaki Pinedo Otaola (Bilbao, 1960) és un director i guionista basc. Les seves obres més reconegudes han estat les que componen la Trilogía de la memoria: Girón: el hombre que murió dos veces, La Escuela Fusilada i Los otros Guernicas. Per aquest últim treball va ser pre-seleccionat en 2012 per la Acadèmia del Cinema amb cinc candidatures —millor pel·lícula, millor direcció novella, millor muntatge, millor direcció de fotografia i millor pel·lícula documental— a les nominacions als premis Goya 2012.

## Biografia
Iñaki es va llicenciar en biologia per la Universitat del País Basc. Des de 1986 es dedica a la docència i des de 1990 es va instal·lar a Cantàbria, treballant en un Institut d'Educació Secundària. Ha estat director de la revista Trabajadores de la Enseñanza de Cantabria,membre del Consell de la Formació Professional i del Consell Escolar de Cantàbria des de 1994 fins a 2008, i dins de la feina de casa educatives és fundador-coordinador (des de l'any 2006) del projecte Vamos de Cine i director (des de l'any 2008) de la mostra de curtmetratges del mateix nom.
Als 21 anys va obtenir un paper com a actor secundari en el migmetratge La dama de Amboto, realitzat dins del taller de cinema de la Universitat del País Basc. En els dos anys següents va formar part del taller de teatre que estava dirigit per l'actor David Pinilla, de la Companyia Basca de teatre Akelarre, dirigida per Luis Iturri. També va treballar com a actor amb l'artista Diana Álvarez, i en 1987 amb Koldo Azkarreta i Juan Carlos Romero a La Esquela/Hileta Deia. El 1983 va ser també guionista, a més d'actor, en el curtmetratge Míster X. Com a guionista i director va començar el rodatge del documental Yo soy Abdul sobre la immigració a Cantàbria.
L'any 2003 Armonía Films va estrenar el documental Girón: el hombre que murió dos veces, dirigit per Iñaki i per Daniel Álvarez, en el qual també va treballar Santiago Macías Pérez com a assessor històric. En aquest documental de 60 minuts que es va començar tres anys abans, Iñaki també va ser guionista. Tracta sobre la creació i l'evolució de la primera guerrilla antifranquista de la postguerra espanyola i va tenir un esment especial en la primera Mostra de Llargs i Curts de Cantàbria, Sotocine 2003.
El 2004 va tornar a ser el guionista i el director, novament al costat de Daniel Álvarez, del documental Marea, que tracta dels tremends efectes que va tenir l'enfonsament del petrolier Prestige a Cantàbria. Tenia una durada de 20 minutos, i va rebre un esment especial en la segona Mostra de Llargs i Curts de Cantàbria, Sotocine 2004.
Dos anys més tard la productora lleonesa Imatge Industrial va tornar a unir a Daniel i a Iñaki a La Escuela Fusilada. En 52 minuts de durada el documental tracta la destrucció del model educatiu republicà durant i després de la Guerra Civil Espanyola. Aquest documental va tenir millor acollida que els anteriors, obtenint el premi al millor documental en la cinquena Mostra de Llargs i Curts de Cantàbria, Sotocine 2006. A més va ser galeta d'Or al millor migmetratge documental en el XVIII Festival de Cinema d'Aguilar de Campoo, i va obtenir dos premis en el II Festival Europeu de Cinema i Televisió de Reus, Memorimage 2007 (Rosa de Reus a la millor creació audiovisual i premi al millor treball de videocreació).

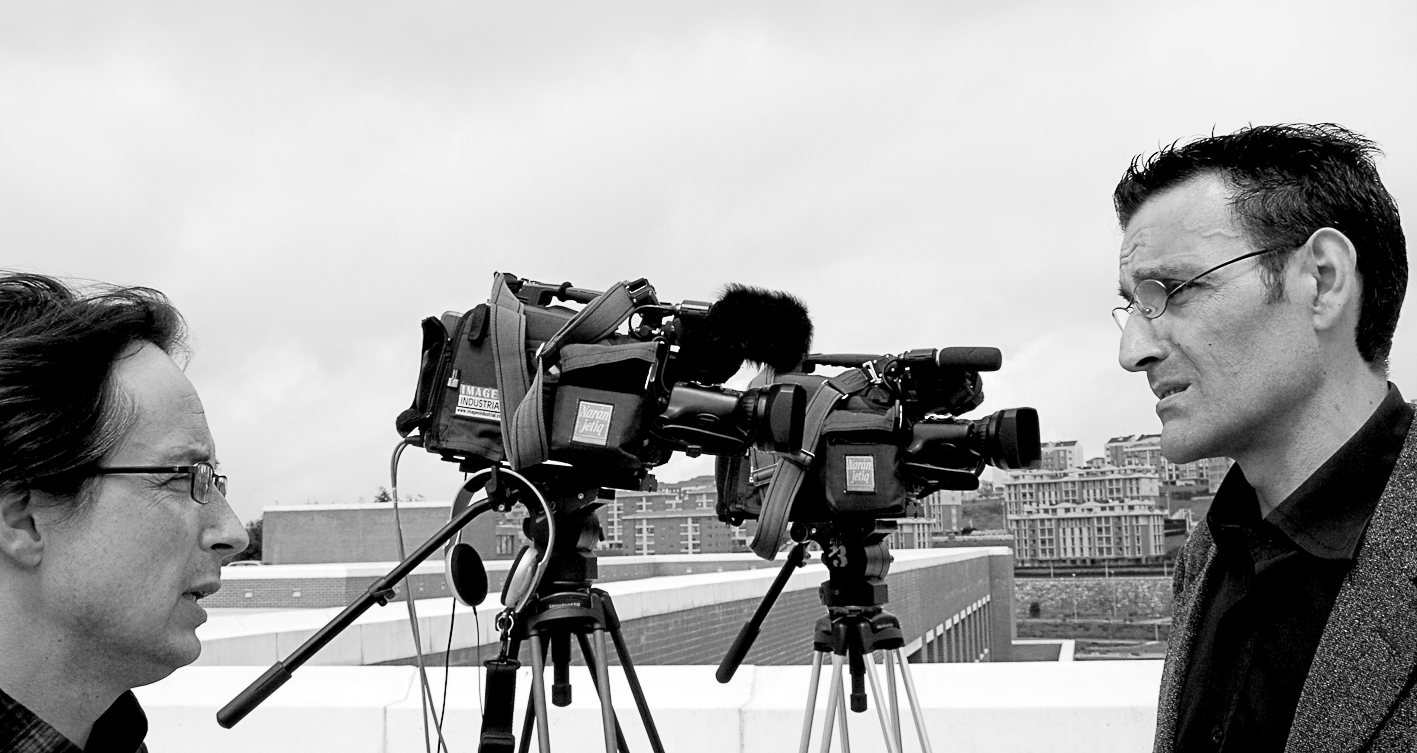
Iñaki Pinedo al rodatge a Santander de Los Otros Guernicas.

El 28 d'octubre de 2010 es va estrenar al Palacio de Festivales de Santander el seu últim treball —guió i direcció—, el documental Los otros Guernicas, amb Jesús Calvo, d’Imagen Industrial, en la producció i Esther López Sobrado en la documentació. Aquest documental tancava la Trilogía de la memoria —amb El hombre que murió dos veces i La Escuela Fusilada—, que va començar al costat de Daniel Álvarez. El documental aborda el gran problema que va suposar per a la cultura espanyola la pèrdua d'un important nombre d'intel·lectuals a conseqüència de la Guerra Civil Espanyola. Un dels exemples més clars va ser Luis Quintanilla Isasi, autor d'uns frescos amb missatges pacifistes encarregats pel Govern de la República per al pavelló espanyol a l'Exposició Universal de Nova York de 1939. Santiago Carrillo, Alfonso Guerra, Gabriel Jackson, Paul Quintanilla o Woody Allen són alguns dels més de vint testimoniatges amb els quals compta aquest treball. Los otros Guernicas f va ser pre-seleccionat amb cinc candidatures —millor pel·lícula, millor direcció novella, millor muntatge, millor direcció de fotografia i millor pel·lícula documental— a les nominacions dels premis Goya 2012. Ha estat present en nombrosos festivals de cinema a Espanya, Europa, els Estats Units i Llatinoamèrica i s'ha projectat als Instituts Cervantes de Nova York, Varsòvia i Brussel·les. Per a la seva creació es va comptar amb el patrocini de la Universitat de Cantàbria, Conselleria de Cultura i Educació de Cantàbria i Banco de Santander.
Ha col·laborat com a coguionista en el documental de Daniel Álvarez, Flores para un espía, sobre una xarxa d'espionatge espanyola durant la II Guerra Mundial, sufragada i dirigida pels serveis secrets britànics que operava des de Lleó per gran part de la geografia espanyola. Aquest documental encara es troba en fase de realització.

### Ciaboga

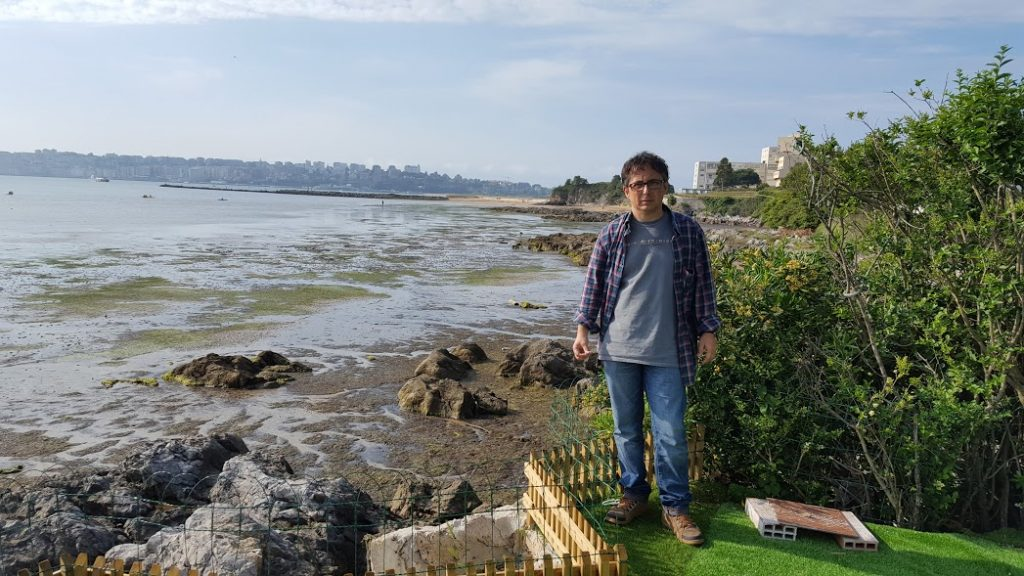
Iñaki Pinedo durant el rodatge de Ciaboga en Pedreña

Al febrer de 2016 va començar a rodar el seu cinquè documental, Ciaboga, sobre el món de la trainera en el nord cantàbric, amb Ángel Obregón Sierra en les labors de documentació i assessorament i, de nou, amb Jesús Calvo, de Imagen Industrial, en la producció. Es tracta d'un llargmetratge comptat pels seus protagonistes, tractant els començaments del rem, relacionats amb l'activitat pesquera i la seva lenta transformació en esport. El rodatge i els testimoniatges es van desenvolupar entre el País Basc, Cantàbria, Astúries i Galícia, i per a finançar-lo es va obrir una campanya de participació de micromecenatge. La presentació del documental de 72 minuts va tenir lloc l'11 d'abril de 2019 al Palacio de Festivales de Santander. A més de director, Iñaki es va encarregar del muntatge i de la producció executiva.